# Diário de Coimbra

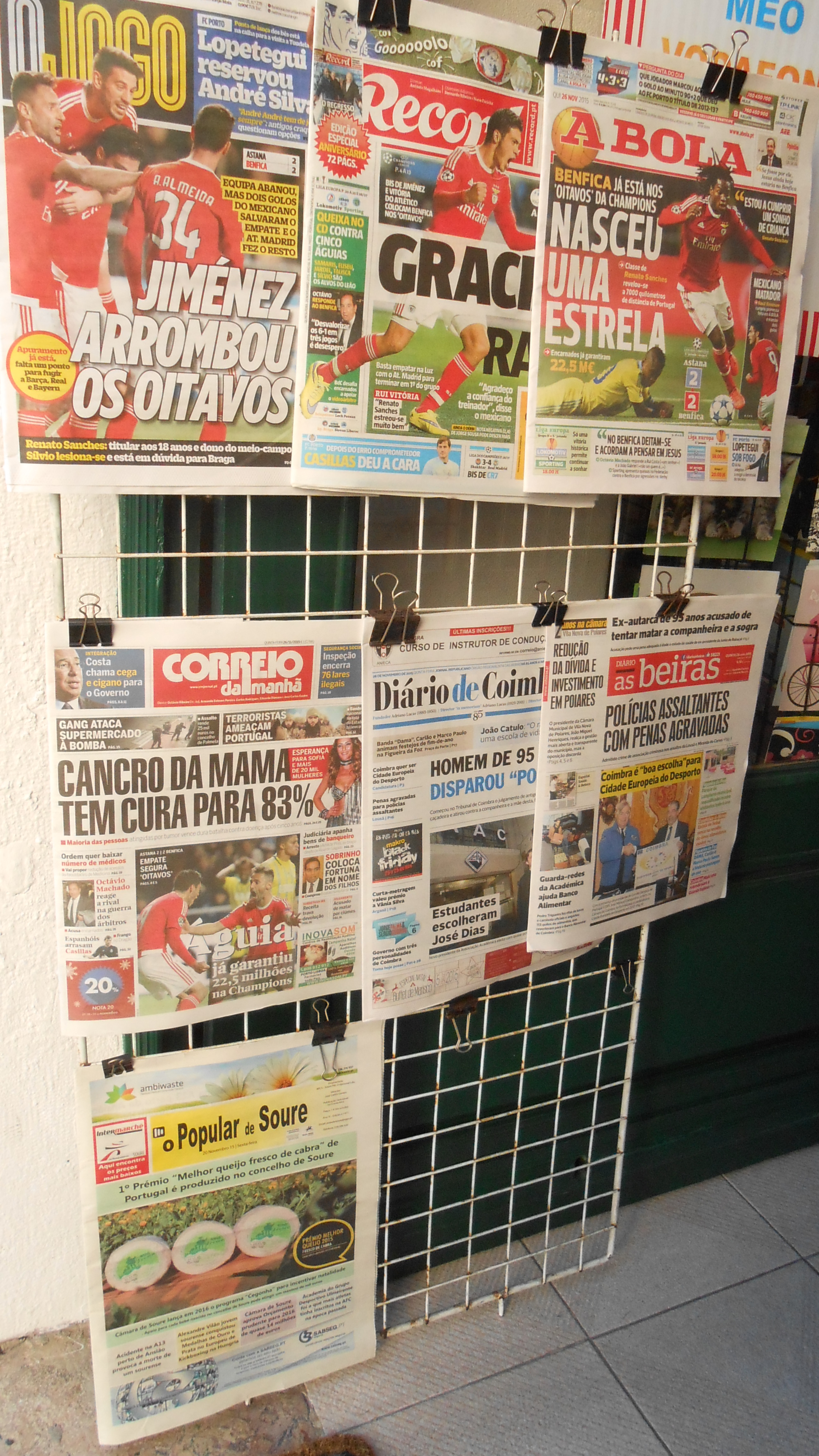
Capçaleres de diaris en portuguès amb el Diário de Coimbra al mig de la fila central.

El grup Diário de Coimbra, que també inclou Diário de Aveiro, Diário de Leiria i Diário de Viseu, és el principal grup de premsa regional portuguesa i lidera els índexs de lectura de la premsa escrita a l'espai geogràfic que serveix principalment: Regió Central de Portugal (Beiras).
Fundada el 24 de maig de 1930, per Adriano Lucas (1883 - 17 de desembre de 1950), el Diário de Coimbra el Diário de Coimbra és el diari més antic de Portugal que roman a la propietat de la família del seu fundador i un dels més antics d'Europa, on molts diaris van tancar o van canviar de mans amb la devastació de la Segona Guerra Mundial.
El fill del fundador, també anomenat Adriano Lucas (14 de desembre de 1925, Coimbra - 21 de març de 2011, Lisboa), es va fer càrrec del grup el 1950. El període més complicat de la història del grup va estar marcat per la resistència a la censura imposada durant la dictadura a Portugal. La seva publicació va arribar a ser suspesa per un any.
Avui, el grup Diário de Coimbra és un grup de referència de la premsa regional portuguesa.